# アフィニティ・グループ
アフィニティ・グループ（英語: affinity group）とは、直接行動で共に行動する少数の活動家（通常3人から20人ほど）の、小さな集団のことである。

## 概要
アフィニティ・グループは上下関係や序列のない方法で組織され、通常は合意形成を用いて、しばしば信頼関係のある友人同士やその他の気の合う人々で構成されている。これらの方法は敏感で柔軟、脱中心化した組織の仕方を提供する。
アフィニティ・グループは共有されたイデオロギー（例：アナキズム）、ある問題への共有された関心（例：反原発）、あるいは共通の活動、役割、スキル（例：streets medic）に基づいて作られる。アフィニティ・グループのメンバーシップは誰にでも開かれている場合と限られている場合の両方があるが、後者の方が一般的である。